# Dyschirius thoracicus
Dyschirius thoracicus – gatunek chrząszcza z rodziny biegaczowatych i podrodziny grzebielników.

## Taksonomia
Gatunek ten opisany został po raz pierwszy w 1790 roku przez Pietra Rossiego pod nazwą Scarites thoracicus.

## Morfologia
Chrząszcz o mocno wydłużonym ciele długości od 3,3 do 4,5 mm, ubarwionym ciemnobrązowo. Głaszczki i nasada czułków są czerwonobrązowe. Nadustek odznacza się obecnością wyraźnego zęba pośrodku przedniej krawędzi. Przedplecze ma mikrorzeźbę na całej powierzchni lub tylko na jej części. Pokrywy mają płytkie, wyraźnie punktowane rzędy oraz mikrorzeźbione przód i wierzchołek. Mają po jednym chetoporze (punkcie szczecinkowym) przypodstawowym, po dwa chetopory dyskalne i po jednym chetoporze przedwierzchołkowym, natomiast pozbawione są chetoporów zabarkowych. Szereg chetoporów w bocznych bruzdach pokryw jest rozlegle pośrodku przerwany. Skrzydła tylnej pary są w pełni wykształcone. Odnóża są czerwonobrązowe, często o przyciemnionych udach. Grzebne odnóża pierwszej pary mają słabo zakrzywioną ostrogę goleni.

## Ekologia i występowanie
Owad rozmieszczony na nizinach. Zasiedla stanowiska niezacienione i wilgotne, w tym pobrzeża wód o gliniastym lub piaszczystym podłożu, torfowiska przejściowe, piaskownie, wyrobiska gliny i wilgotne pola uprawne. Żyje w wykopanych w glebie norkach. Poluje na drobne bezkręgowce.
Gatunek palearktyczny. W Europie znany jest z Portugalii, Hiszpanii, Irlandii, Wielkiej Brytanii, Francji, Belgii, Holandii, Niemiec, Szwajcarii, Włoch, Danii, Szwecji, Norwegii, Finlandii, Estonii, Łotwy, Polski, Czech, Słowacji, Węgier, Ukrainy, Chorwacji, Bośni i Hercegowiny, Serbii, Czarnogóry, Grecji oraz europejskich części Rosji i Turcji. W Afryce Północnej zamieszkuje Maroko. W Azji podawany jest z Syrii, Kirgistanu i zachodniosyberyjskiej części Rosji.